# 별을 따다줘
《별을 따다줘》는 2010년 1월 4일부터 2010년 3월 16일까지 매주 월요일, 화요일 밤 8시 50분에 방영된 SBS 월화드라마로, 어른이지만 아직은 어른이 되지 못한 세 젊은이가 어떻게 어른이 되어가는가를 보여주는 성장 드라마다.
한편, 초반에는 상큼한 분위기였으나 점차 막장의 내용 전개가 드러났다는 지적을 받기도 했다.

## 등장인물

### 주요 인물
- 최정원 : 진빨강(25세) 역 - 일명 '있으나마나 미스 진'. 부모의 사고로 졸지에 5남매의 엄마가 됨.
- 김지훈 : 원강하(33세) 역 - JK생명 고문 변호사
- 신동욱 : 원준하(30세) 역 - JK생명 시스템지원부 팀장, 강하의 이복동생
- 채영인 : 정재영(28세) 역 - 정국 회장의 손녀. JK생명 프로그램개발부 차장
- 이켠 : 우태규(22세) 역 - 천문학과 대학생, 강하의 철부지 조카

### 빨강의 주변 인물
- 유지인 : 나주순(45세) 역 - 빨강의 어머니, 간호조무사
- 이영범 : 진세윤(40세) 역 - 빨강의 새아버지, 무지개병원 원장
- 박지빈 : 진주황(14세) 역 - 빨강의 첫째 동생, 중학생
- 김유리 : 진노랑(11세) 역 - 빨강의 둘째 동생, 초등학교 4학년
- 주지원 : 진초록(9세) 역 - 빨강의 셋째 동생, 초등학교 2학년
- 천보근 : 진파랑(7세) 역 - 빨강의 넷째 동생
- 미상 : 진남이(1세) 역 - 빨강의 다섯째 동생
- 미상 : 진보라(0세) 역 - 빨강의 막내동생

### JK생명 사람들
- 이순재 : 정국(70대 후반) 역 - 회장
- 김규철 : 정인구(50대 중반) 역 - 사장, 정국의 차남, 정재영의 아버지
- 정애리 : 이민경(50대 초반) 역 - 정인구의 아내, 재영의 어머니
- 박현숙 : 한진주(39세) 역 - 보험금지급부 직원, 빨강의 소울메이트
- 이두일 : 김장수(40대 중반) 역 - 조사부 차장
- 김지영 : 최은말(70세 중반) 역 - 명예직 청소 직원
- 미상 : 정인혁(20대 중반) 역 - 정국의 장남, 빨강의 생부. 불의의 사고로 목숨을 잃음.

## 시청률
최저 시청률과 최고 시청률은 시청률 조사회사와 지역별로 시청률에 차이가 있을 수 있습니다.
| 2010년      | 2010년      | 2010년         | 2010년       | 2010년         | 2010년       |
| 회차        | 방송일      | TNmS 시청률    | TNmS 시청률  | AGB 시청률     | AGB 시청률   |
| 회차        | 방송일      | 대한민국(전국) | 서울(수도권) | 대한민국(전국) | 서울(수도권) |
| ----------- | ----------- | -------------- | ------------ | -------------- | ------------ |
| 제1회       | 1월 4일     | 10.9%          | 11.6%        | 11.0%          | 11.4%        |
| 제2회       | 1월 5일     | 12.0%          | 12.7%        | 11.3%          | 11.7%        |
| 제3회       | 1월 11일    | 12.5%          | 12.5%        | 12.9%          | 13.4%        |
| 제4회       | 1월 12일    | 14.0%          | 14.4%        | 13.1%          | 13.5%        |
| 제5회       | 1월 18일    | 13.0%          | 12.7%        | 13.0%          | 12.5%        |
| 제6회       | 1월 19일    | 16.0%          | 16.4%        | 15.3%          | 15.5%        |
| 제7회       | 1월 25일    | 16.8%          | 17.8%        | 15.5%          | 15.7%        |
| 제8회       | 1월 26일    | 17.0%          | 17.1%        | 16.0%          | 15.8%        |
| 제9회       | 2월 1일     | 17.2%          | 16.7%        | 17.4%          | 18.3%        |
| 제10회      | 2월 2일     | 18.7%          | 19.1%        | 17.3%          | 17.4%        |
| 제11회      | 2월 8일     | 17.2%          | 17.4%        | 17.2%          | 17.5%        |
| 제12회      | 2월 9일     | 18.0%          | 17.7%        | 16.8%          | 17.8%        |
| 제13회      | 2월 22일    | 17.4%          | 17.9%        | 15.8%          | 15.8%        |
| 제14회      | 2월 23일    | 18.0%          | 18.1%        | 17.8%          | 18.8%        |
| 제15회      | 3월 1일     | 19.0%          | 19.1%        | 17.6%          | 17.7%        |
| 제16회      | 3월 2일     | 17.3%          | 16.8%        | 17.5%          | 17.9%        |
| 제17회      | 3월 8일     | 17.2%          | 17.5%        | 16.3%          | 15.7%        |
| 제18회      | 3월 9일     | 16.9%          | 17.0%        | 16.8%          | 16.8%        |
| 제19회      | 3월 15일    | 15.6%          | 15.4%        | 17.3%          | 16.3%        |
| 제20회      | 3월 16일    | 18.4%          | 18.2%        | 18.5%          | 18.5%        |
| 평균 시청률 | 평균 시청률 | 16.1%          | 16.3%        | 15.8%          | 15.9%        |

## 결방
- 2010년 2월 15일 ~ 2010년 2월 16일 : 밴쿠버 올림픽 관련 특별 방송으로 인해 결방[4]

## 참고 사항
- 당초 주말 특별기획 드라마 《그대, 웃어요》 후속으로 편성되었지만 이 작품의 연장에 따라 《천사의 유혹》 후속 9시 월화 미니시리즈로 바뀌었다.[5]
- 《그대, 웃어요》후속 편성설 당시 진빨강 역에는 한지혜가 낙점되었으나[6] 영화 촬영 등의 이유로 고사했고 뒷날 《천사의 유혹》 후속 9시 월화 미니시리즈로 편성이 결정되자 최정원으로 최종 낙점됐으며 당시 해당 드라마 자리에는 《인생은 아름다워》가 대타로 들어갔는데 이 드라마 연출자 정을영 PD의 아들[7] 정경호는 《그대, 웃어요》 남자 주인공이었다.